# Kirstie Alleyová
Kirstie Louise Alleyová (12. ledna 1951 Wichita, Kansas – 5. prosince 2022 Clearwater, Florida) byla americká herečka, držitelka dvou cen Emmy a jednoho Zlatého glóbu.

## Osobní život
Kirstie Alleyová se narodila ve Wichitě v Kansasu Lillian, ženě v domácnosti, a Robertu, majiteli dřevařské společnosti, Alleyovým. Má dva sourozence – Collete a Craiga. Její matka zemřela v roce 1981 při autonehodě, kterou způsobil opilý řidič. Kirstie studovala na Kansas State University a University of Kansas, ale ve druhém ročníku studium ukončila kvůli herectví.
V roce 1983 se Alleyová provdala za herce Parkera Stevensona. Během manželství adoptovali dvě děti – Williama True (* 28. září 1992) a Lillie Price (* 15. června 1994). Alleyová sama potratila a také porodila mrtvé dítě. S manželem se rozvedli v roce 1997 a v péči o děti se střídali.
Kirstie Alleyová byla vychovávána jako metodistka, ale později se hlásila ke scientologii. V době, kdy se začala hlásit ke scientologii, trpěla závislostí na kokainu, od které jí pomohl scientologický program Narconon. Později se stala národní mluvčí tohoto programu. Své církvi v roce 2007 darovala 5 milionů dolarů.
Kirstie Alleyové byla roku 2022 diagnostikována rakovina, po krátkém boji s touto nemocí zemřela 5. prosince téhož roku.

## Kariéra
V roce 1982 získala vedlejší roli ve filmu Star Trek II: Khanův hněv vulkánského poručíka Saavik. Byla vybrána kvůli podobě s Vulkánci tak, jak si je představoval tvůrce Star Treku Gene Roddenberry. Stejnou roli potom ale odmítla v pokračování Star Trek III: Pátrání po Spockovi, protože producenti nevyhověli jejím požadavkům na honorář a také proto, že nechtěla být herečkou spojovanou jen se sci-fi filmy, a tak roli získala Robin Curtisová. Alleyová se objevila také v uznávaném televizním seriálu Sever a Jih.
Ve známost vešla Kirstie Alleyová rolí Rebeccy Howeové v letech 1987–1993 v televizním sitcomu Na zdraví. Později se stala jedinou žijící hlavní herečkou seriálu, která se neobjevila v jeho spin-off Frasier. Za roli Rebeccy získala Alleyová Zlatý glóbus a Emmy (před tím, než ji získala, byla již dvakrát nominovaná). V roce 1989 si vedle Johna Travolty zahrála v komedii Kdopak to mluví, která se v následujících letech dočkala dvou pokračování – Kdopak to mluví 2 a Kdopak to mluví 3. Ve druhé polovině devadesátých let získala na NBC svůj vlastní sitcom Veroničiny svůdnosti.
V roce 1994 získala herečka druhou Emmy za hlavní roli v televizním filmovém dramatu Davidova matka. O tři roky později získala roli ve filmu Woodyho Allena Pozor na Harryho, kde ukázala, že dokáže dobře zahrát také vážnou roli. Do té doby se objevovala především v komediálních rolích.

## Filmografie
| Rok       | Film/seriál               | Role                       | Poznámky |
| --------- | ------------------------- | -------------------------- | --- |
| 1978      | Quark                     |                            | díl: „The Old and the Beautiful“ |
| 1982      | Star Trek II: Khanův hněv | Saavik                     | nominace – Cena Saturn v kategorii nejlepší herečka ve vedlejší roli |
| 1983      | One More Chance           | Sheila                     | |
| 1983      | The Love Boat             | Marion Stevens             | |
| 1983–1984 | Masquerade                | Casey Collins              | hlavní role, 13 dílů |
| 1984      | Závod se smrtí            | Barbara                    | |
| 1984      | Sins of the Past          | Patrice Cantwell           | TV film |
| 1984      | Slepý, který viděl        | Claire Simpson             | |
| 1984      | Útěk robotů               | Jackie                     | nominace – Cena Saturn v kategorii nejlepší herečka ve vedlejší roli |
| 1985      | A Bunny's Tale            | Gloria Steinem             | TV film |
| 1985      | Sever a Jih               | Virgilia Hazard Grady      | 6 dílů, mini-seriál |
| 1985–1987 | The Hitchhiker            | Angelica / Jane L.         | díl: „The Legendary Bill B.“ a „Out of the Night“ |
| 1986      | Princ z Bel Air           | Jamie Harrison             | |
| 1986      | Sever a Jih II            | Virgilia Hazard            | minisérie, 6 dílů |
| 1986      | Stark: Mirror Image       | Maggie Carter              | |
| 1987      | Nevěra                    | Ellie Denato               | TV film |
| 1987      | Summer School             | Ms. Robin Elizabeth Bishop | |
| 1987–1993 | Na zdraví                 | Rebecca Howe               | hlavní role, 148 dílů cena Emmy v kategorii Nejlepší herečka v hlavní roli v komediálním seriálu (k tomu 4× nominována) Zlatý glóbus v kategorii Nejlepší herečka v seriálovém muzikálu nebo komedii (k tomu 3× nominována) |
| 1988      | Rukojmí pro vraha         | Sarah Rennell              | |
| 1988      | Manželské etudy           | sebe                       | nebyla uvedena v titulcích |
| 1989      | Zajíček                   | Dr. Joyce Palmer           | |
| 1989      | Kdopak to mluví           | Mollie                     | |
| 1990      | Masquerade                | Casey Collins              | TV film |
| 1990      | Blázinec                  | Jessie Bannister           | |
| 1990      | Zátiší Summit Bluff       | Marjorie Turner            | |
| 1990      | Kdopak to mluví 2         | Mollie                     | |
| 1991      | Flesh 'n' Blood           | Starr Baxter               | díl: „Arlo and Starr“ |
| 1991–1993 | Saturday Night Live       | Samu sebe / Moderátorka    | 2 díly |
| 1993      | Křídla                    | Rebecca Howe               | díl: „I Love Brian“ |
| 1993      | Kdopak to mluví 3         | Mollie Ubriacco            | |
| 1994      | 3 Chains o' Gold          | Vanessa Bartholomew        | |
| 1994      | Davidova matka            | Sally Goodson              | TV film cena Emmy v kategorii Nejlepší herečka v hlavní roli v minisérii nebo filmu nominace na Zlatý glóbus v kategorii Nejlepší herečka v minisérii nebo TV filmu                                                         |
| 1995      | Městečko prokletých       | Dr. Susan Verner           | |
| 1995      | Malé dohazovačky          | Diane Barrows              | |
| 1995      | Péťa a vlk                | různé postavy              | TV film |
| 1996      | Radiant City              | Gloria Goodman             | TV film |
| 1996      | Sticks and Stones         | Joeyho máma                | |
| 1996      | Suddenly                  | Marty Doyle                | TV film, také scenáristka |
| 1997      | Na jedné lodi             | Dahlia                     | 1 epizoda |
| 1997      | Nevada                    | McGill                     | |
| 1997      | Poslední don              | Rose Marie Clericuzio      | mini-seriál nominace na cenu Emmy v kategorii Nejlepší herečka ve vedlejší roli v minisérii nebo filmu |
| 1997      | Pozor na Harryho          | Joan                       | |
| 1997      | Bezzubí                   | Dr. Katherine Lewis        | televizní film |
| 1997      | Vidláci                   | Caroline Sexton            | |
| 1997–2000 | Veroničiny svůdnosti      | Veronica Chaseová          | hlavní role, 65 dílů, také producentka nominace na cenu Emmy v kategorii Nejlepší herečka v hlavní roli v komediálním seriálu nominace na Zlatý glóbus v kategorii Nejlepší herečka v seriálovém muzikálu nebo komedii      |
| 1998      | The Last Don II           | Rose Marie Clericuzio      | limitovaný seriál, 2 díly |
| 1999      | The Mao Game              | Diane Highland             | |
| 1999      | Krása na zabití           | Gladys Leeman              | |
| 2001      | Blondýnka                 | Elsie                      | limitovaný seriál, 2 díly |
| 2001      | Dharma a Greg             | Dr. Trish                  | díl: „The End of the Innocence: Part 1“ |
| 2002      | Glory Days                | Mikeova agentka            | díl: „Unaired Pilot“ |
| 2002      | Salem Witch Trials        | Ann Putnam                 | TV film |
| 2003      | Profoundly Normal         | Donna Lee Shelby Thornton  | TV film, také výkonná producentka |
| 2004      | Beze stopy                | Noreen Raab                | díl: „Risen“ |
| 2004      | Rodinné hříchy            | Brenda Geck                | TV film |
| 2004      | Back by Midnight          | Gloria Beaumont            | TV film |
| 2004      | Přítel z mládí            | Jo Beckett                 | TV film |
| 2005      | Fat Actress               | Samu sebe                  | limitovaný seriál, 7 dílů, také scenáristka a výkonná producentka |
| 2006      | Dva z Queensu             | Samu sebe                  | díl: „Apartment Complex“ |
| 2007      | The Minister of Divine    | Sydney Hudson              | TV film |
| 2007      | Byla to ona               | Byrdie Langdon             | TV film, také výkonná producentka |
| 2010      | Kirstie Alley's Big Life  | Samu sebe                  | hlavní role, 12 dílů, také výkonná producentka |
| 2010      | The Marriage Ref          | Samu sebe (host)           | |
| 2011–2012 | Dancing with the Stars    | Samu sebe/soutěžící        | 12. řada a 15. řada |
| 2012      | The Manzanis              | Angela                     | pilotní díl |
| 2013      | Syrup                     | Samu sebe                  | |
| 2013      | Baby Sellers              | Carla Huxley               | televizní film |
| 2013–2014 | Kirstie                   | Maddie Banks               | hlavní role, 13 dílů, také výkonná producentka |
| 2014      | Nouzové přistání          | Maddie Banks               | díl: „Bucket: We're Going to New York“ |
| 2015      | Průměrňákovi              | Pam Staggs                 | díl: „Pam Freakin' Staggs“ |
| 2015      | Time Crashers             | Samu sebe                  | britská reality-show |
| 2015      | Accidental Love           | teta Rita                  | natočeno v roce 2008 |
| 2016      | Flaked                    | Jackie                     | díl: „Palms“ |
| 2016      | Scream Queens             | Ingrid Marie Hoffel/Bena   | hlavní role (2. řada), 10 dílů |
| 2018      | Celebrity Big Brother     | Samu sebe/soutěžící        | 22. řada |